# Ruud van Dijk
Ruud van Dijk (Schiedam, 13 december 1956) is een voormalig profvoetballer die uitkwam voor SVV.
Hij volgde de jeugdopleiding bij SVV en kwam op 18-jarige leeftijd in het eerste elftal. Hij debuteerde op 28 september 1975 in de thuiswedstrijd tegen SC Cambuur (3-3).
Na zijn eerste optreden behield de verdediger zijn plek in het elftal. Hij speelde in acht seizoenen 211 competitieduels voor de Schiedamse profclub.
In 1983 werd zijn contract niet meer verlengd.
De opzegging van zijn spelerscontract was niet geheel volgens de regels verlopen. Van Dijk spande een arbitragezaak aan tegen SVV waarin hij in het gelijk werd gesteld. SVV moest hem nog 4.000 gulden nabetalen.
Hij vertrok samen met teamgenoot Aad van der Vlist naar de zaterdagamateurs van 's-Gravenzande SV. Na vier seizoenen stapte hij over naar Zwaluwen in Vlaardingen.
Bij deze zaterdagvereniging beëindigde hij in 1990 zijn spelersloopbaan.
Hij bleef als jeugdtrainer aan Zwaluwen verbonden. In 1993 werd hij hoofdtrainer van GSS in Schiedam. Vanwege de verhuizing voor zijn werk naar Zwolle stopte hij als trainer in 1995.
Hij werd bestuurlijk actief en was van 2004 tot 2010 voorzitter van Zwolsche Boys. 

## Wedstrijdstatistieken
| Seizoen | Club   | Competitie     | wed. | goals |
| ------- | ------ | -------------- | ---- | ----- |
| 1975/76 | SVV    | Eerste divisie | 25   | 0     |
| 1976/77 | SVV    | Eerste divisie | 36   | 0     |
| 1977/78 | SVV    | Eerste divisie | 34   | 0     |
| 1978/79 | SVV    | Eerste divisie | 27   | 0     |
| 1979/80 | SVV    | Eerste divisie | 16   | 0     |
| 1980/81 | SVV    | Eerste divisie | 31   | 1     |
| 1981/82 | SVV    | Eerste divisie | 29   | 1     |
| 1982/83 | SVV    | Eerste divisie | 13   | 0     |
| Totaal  | Totaal | Totaal         | 211  | 2     |